# Auf schlimmer und ewig/Episodenliste
Diese Liste enthält alle Episoden der US-amerikanischen Sitcom Auf schlimmer und ewig. Es wurden in 5 Staffeln von 1995 bis 1999 insgesamt 100 Folgen produziert.

## Staffel 1
Die erste Staffel wurde vom 11. Januar 1995 bis zum 17. Mai 1995 auf dem US-amerikanischen Fernsehsender The WB ausgestrahlt. Die deutschsprachige Erstausstrahlung erfolgte bei RTL vom 22. November 1997 bis zum 14. Februar 1998.
| Nr. (ges.) | Nr. (St.) | Deutscher Titel          | Originaltitel                             | Erstausstrahlung USA | Deutschsprachige Erstausstrahlung (D) | Regie          | Drehbuch                      |
| ---------- | --------- | ------------------------ | ----------------------------------------- | -------------------- | ------------------------------------- | -------------- | ----------------------------- |
| 1          | 1         | Scheidungsopfer          | Pilot                                     | 11. Jan. 1995        | 22. Nov. 1997                         | Gerry Cohen    | Ron Leavitt & Arthur Silver   |
| 2          | 2         | Der Hochzeitstag         | Gift of the Magnovox                      | 18. Jan. 1995        | 13. Dez. 1997                         | Sam W. Orender | Kimberly Young-Silver         |
| 3          | 3         | Das geplatzte Rendezvous | Jack’s First Date                         | 25. Jan. 1995        | 29. Nov. 1997                         | Gerry Cohen    | Sandy Sprung & Marcy Vosburgh |
| 4          | 4         | Je größer sie sind...    | The Bigger They Are, the Harder They Fall | 1. Feb. 1995         | 6. Dez. 1997                          | Gerry Cohen    | Sandy Sprung & Marcy Vosburgh |
| 5          | 5         | Jack The Ripper          | Jack The Ripper                           | 8. Feb. 1995         | 20. Dez. 1997                         | Gerry Cohen    | J. Stewart Burns              |
| 6          | 6         | Auf der Flucht           | Run                                       | 15. Feb. 1995        | 3. Jan. 1998                          | Gerry Cohen    | Christina Lynch               |
| 7          | 7         | Der Untergang der Männer | The Descent Of Man                        | 22. Feb. 1995        | 27. Dez. 1997                         | Linda Day      | Dave Caplan & Brian LaPan     |
| 8          | 8         | Der Glücksbringer        | Boxing Mr. Floppy                         | 1. März 1995         | 10. Jan. 1998                         | Gerry Cohen    | Gabrielle Topping             |
| 9          | 9         | Jennie kriegt keinen ab  | Don Juan De Van Nuys                      | 15. März 1995        | 17. Jan. 1998                         | Linda Day      | Arthur Silver                 |
| 10         | 10        | Die Geliebte             | Mistress Jennie                           | 22. März 1995        | 24. Jan. 1998                         | Gerry Cohen    | Sandy Sprung & Marcy Vosburgh |
| 11         | 11        | Ryans erste Freundin     | Daddy’s Little Girl                       | 3. Mai 1995          | 7. Feb. 1998                          | Gerry Cohen    | Christina Lynch               |
| 12         | 12        | Kleider machen Leute     | The Great Depression                      | 10. Mai 1995         | 14. Feb. 1998                         | Gerry Cohen    | J. Stewart Burns              |
| 13         | 13        | Schwein gehabt           | Hoop Dreams                               | 17. Mai 1995         | 31. Jan. 1998                         | Gerry Cohen    | Al Aidekman                   |

## Staffel 2
Die zweite Staffel wurde vom 6. September 1995 bis zum 22. Mai 1996 auf dem US-amerikanischen Fernsehsender The WB ausgestrahlt. Die deutschsprachige Erstausstrahlung erfolgte bei RTL vom 21. Februar 1998 bis zum 4. Juli 1998.
| Nr. (ges.) | Nr. (St.) | Deutscher Titel                    | Originaltitel                         | Erstausstrahlung USA | Deutschsprachige Erstausstrahlung (D) | Regie          | Drehbuch                      |
| ---------- | --------- | ---------------------------------- | ------------------------------------- | -------------------- | ------------------------------------- | -------------- | ----------------------------- |
| 14         | 1         | Aus Mangel an Verehrern            | Jack Moves Back                       | 6. Sep. 1995         | 21. Feb. 1998                         | Gerry Cohen    | Arthur Silver                 |
| 15         | 2         | Ein Pickel kommt selten allein     | Zit Could Happen To You               | 13. Sep. 1995        | 28. Feb. 1998                         | Gerry Cohen    | Marcy Vosburgh                |
| 16         | 3         | Die Ratten-Killer                  | The Rat                               | 20. Sep. 1995        | 14. März 1998                         | Sam W. Orender | J. Stewart Burns              |
| 17         | 4         | Ring frei                          | Rocky VI                              | 27. Sep. 1995        | 21. März 1998                         | Sam W. Orender | Dave Caplan & Brian LaPan     |
| 18         | 5         | Der Rock-Star                      | Rock Star                             | 4. Okt. 1995         | 28. März 1998                         | Gerry Cohen    | Christina Lynch               |
| 19         | 6         | Fahrstunden                        | Driving Me Crazy                      | 11. Okt. 1995        | 4. Apr. 1998                          | Gerry Cohen    | Kimberly Young-Silver         |
| 20         | 7         | Das Glanzstück                     | A Touch Of Glass                      | 25. Okt. 1995        | 18. Apr. 1998                         | Sam W. Orender | Marcy Vosburgh                |
| 21         | 8         | Aus Feind mach’ Freund             | A Line In The Sand                    | 8. Nov. 1995         | 25. Apr. 1998                         | Gerry Cohen    | Arthur Silver                 |
| 22         | 9         | Die Rache des Briefträgers         | Making The Grade                      | 15. Nov. 1995        | 11. Apr. 1998                         | Gerry Cohen    | J. Stewart Burns              |
| 23         | 10        | Der Einspringer                    | Honey, I Screwed Up The Kids For Life | 22. Nov. 1995        | 2. Mai 1998                           | Sam W. Orender | Christina Lynch               |
| 24         | 11        | Das Schiffgenie                    | The Whiz Kid                          | 29. Nov. 1995        | 9. Mai 1998                           | Gerry Cohen    | Marcy Vosburgh                |
| 25         | 12        | Strafe muss sein                   | Hot Wheels                            | 20. Dez. 1995        | 16. Mai 1998                          | Gerry Cohen    | Christina Lynch               |
| 26         | 13        | Picknick mit Hindernissen          | Picnic of Pain and Peril              | 10. Jan. 1996        | 23. Mai 1998                          | Gerry Cohen    | Marcy Vosburgh                |
| 27         | 14        | Strafzettel mit Folgen             | Meter Maid                            | 31. Jan. 1996        | 30. Mai 1998                          | Sam W. Orender | J. Stewart Burns              |
| 28         | 15        | Die Sterne lügen nicht             | In The Stars                          | 7. Feb. 1996         | 6. Juni 1998                          | Sam W. Orender | Sandy Sprung & Marcy Vosburgh |
| 29         | 16        | Valentinstag                       | Mr. No                                | 14. Feb. 1996        | 13. Juni 1998                         | Linda Day      | Christina Lynch               |
| 30         | 17        | Jacks Krise                        | The Agony Of Victory                  | 21. Feb. 1996        | 20. Juni 1998                         | Gerry Cohen    | Arthur Silver                 |
| 31         | 18        | Es ist nicht alles Ruhm was glänzt | All About Jennie                      | 28. Feb. 1996        | 27. Juni 1998                         | Gerry Cohen    | Gabrielle Topping             |
| 32         | 19        | Floppy, der Schriftsteller         | Jack Writes Good                      | 1. Mai 1996          | 18. Juli 1998                         | Gerry Cohen    | Matt Leavitt                  |
| 33         | 20        | Brillenschlangen                   | Girls Who Wear Glasses                | 8. Mai 1996          | 25. Juli 1998                         | Gerry Cohen    | Christina Lynch               |
| 34         | 21        | Volles Haus                        | Leaving Van Nuys                      | 15. Mai 1996         | 1. Aug. 1998                          | Linda Day      | Bobcat Goldthwait             |
| 35         | 22        | Familienzuwachs                    | Getting More Than Some                | 22. Mai 1996         | 4. Juli 1998                          | Linda Day      | J. Stewart Burns              |

## Staffel 3
Die dritte Staffel wurde vom 8. September 1996 bis zum 18. Mai 1997 auf dem US-amerikanischen Fernsehsender The WB ausgestrahlt. Die deutschsprachige Erstausstrahlung der ersten fünf Folgen dieser Staffel erfolgte bei RTL vom 8. August 1998 bis zum 5. September 1998 und wurde von RTL II lückenlos mit Folge 6 am 3. Mai 2000 bis zur letzten Folge der dritten Staffel am 25. Mai 2000 fortgesetzt.
| Nr. (ges.) | Nr. (St.) | Deutscher Titel            | Originaltitel                    | Erstausstrahlung USA | Deutschsprachige Erstausstrahlung (D) | Regie           | Drehbuch         |
| ---------- | --------- | -------------------------- | -------------------------------- | -------------------- | ------------------------------------- | --------------- | ---------------- |
| 36         | 1         | Die Rivalin                | Tiffany’s Rival                  | 8. Sep. 1996         | 8. Aug. 1998                          | Linda Day       | Arthur Silver    |
| 37         | 2         | Strandparty                | Beach Party                      | 15. Sep. 1996        | 22. Aug. 1998                         | Howard Murray   | Christina Lynch  |
| 38         | 3         | Der gefallene Engel        | Angel Gone Bad                   | 22. Sep. 1996        | 15. Aug. 1998                         | Howard Murray   | Marcy Vosburgh   |
| 39         | 4         | Floppy ist eifersüchtig    | The Temptation of Jack           | 29. Sep. 1996        | 29. Aug. 1998                         | Linda Day       | Kimberly Young   |
| 40         | 5         | Vom Blitz getroffen        | Lightning Boy                    | 6. Okt. 1996         | 5. Sep. 1998                          | Linda Day       | J. Stewart Burns |
| 41         | 6         | Bingo                      | Bingo! Bingo! Bingo!             | 13. Okt. 1996        | 3. Mai 2000                           | Linda Day       | Marcy Vosburgh   |
| 42         | 7         | Der Halloween-Haarhacker   | Hair Stalker                     | 20. Okt. 1996        | 4. Mai 2000                           | Linda Day       | Christina Lynch  |
| 43         | 8         | Rock’n’Roll                | Rock’n’Roll                      | 3. Nov. 1996         | 5. Mai 2000                           | Linda Day       | J. Stewart Burns |
| 44         | 9         | Turnvater Jack             | The Pride Of The Injuns          | 10. Nov. 1996        | 8. Mai 2000                           | Gerry Cohen     | Matt Leavitt     |
| 45         | 10        | Der Traum von Hollywood    | Eating Hollywood                 | 17. Nov. 1996        | 9. Mai 2000                           | Linda Day       | Christina Lynch  |
| 46         | 11        | Das verhängnisvolle Pulver | High And Dry                     | 24. Nov. 1996        | 10. Mai 2000                          | Linda Day       | Marcy Vosburgh   |
| 47         | 12        | Die brave Böse             | The Tell-Tale Lipstick           | 15. Dez. 1996        | 11. Mai 2000                          | Gerry Cohen     | J. Stewart Burns |
| 48         | 13        | Tiffanys Verehrer          | Sternberg                        | 19. Jan. 1997        | 12. Mai 2000                          | Linda Day       | Lisa Latham      |
| 49         | 14        | Der Präsident              | The President                    | 2. Feb. 1997         | 15. Mai 2000                          | –               | –                |
| 50         | 15        | Richtige Männer            | Tiffany On The Wild Side         | 9. Feb. 1997         | 16. Mai 2000                          | –               | –                |
| 51         | 16        | Der Kartoffelkrieg         | The Potato Rebellion             | 16. Feb. 1997        | 17. Mai 2000                          | –               | –                |
| 52         | 17        | Der Notenkampf             | B-minus Blues                    | 23. Feb. 1997        | 18. Mai 2000                          | Linda Day       | Christina Lynch  |
| 53         | 18        | Eine Braut auf Bestellung  | From Russia With Love            | 20. Apr. 1997        | 19. Mai 2000                          | Sam W. Orender  | –                |
| 54         | 19        | Arbeit macht faul          | Little Ice Cream Shop Of Horrors | 27. Apr. 1997        | 22. Mai 2000                          | Patrick Maloney | Marcy Vosburgh   |
| 55         | 20        | Ryans Filmkarriere         | Shampoo                          | 4. Mai 1997          | 23. Mai 2000                          | Gerry Cohen     | J. Stewart Burns |
| 56         | 21        | Auf nach Harvard           | College!                         | 11. Mai 1997         | 24. Mai 2000                          | –               | –                |
| 57         | 22        | Die Freuden des Fleisches  | The Joy Of Meat                  | 18. Mai 1997         | 25. Mai 2000                          | Howard Murray   | Arthur Silver    |

## Staffel 4
Die vierte Staffel wurde vom 7. September 1997 bis zum 20. Mai 1998 auf dem US-amerikanischen Fernsehsender The WB ausgestrahlt. Die deutschsprachige Erstausstrahlung erfolgte bei RTL II vom 26. Mai 2000 bis zum 27. Juni 2000.
| Nr. (ges.) | Nr. (St.) | Deutscher Titel             | Originaltitel               | Erstausstrahlung USA | Deutschsprachige Erstausstrahlung (D) | Regie           | Drehbuch         |
| ---------- | --------- | --------------------------- | --------------------------- | -------------------- | ------------------------------------- | --------------- | ---------------- |
| 58         | 1         | Die Klatschkolumne          | Hot Off The Presses         | 7. Sep. 1997         | 26. Mai 2000                          | Linda Day       | Christina Lynch  |
| 59         | 2         | Allein unter Frauen         | Experimenting in College    | 14. Sep. 1997        | 29. Mai 2000                          | Howard Murray   | J. Stewart Burns |
| 60         | 3         | Das Haus der lebenden Toten | The Ghost And Mr. Malloy    | 21. Sep. 1997        | 30. Mai 2000                          | –               | –                |
| 61         | 4         | Zurück ins Leben            | Exorcising Jennie           | 28. Sep. 1997        | 31. Mai 2000                          | Patrick Maloney | J. Stewart Burns |
| 62         | 5         | Eine Sache der Ehre         | We Got Next                 | 5. Okt. 1997         | 1. Juni 2000                          | Patrick Maloney | Arthur Silver    |
| 63         | 6         | Sklavenwochen               | Sorority Girl               | 12. Okt. 1997        | 2. Juni 2000                          | Patrick Maloney | Marcy Vosburgh   |
| 64         | 7         | Vampire beißen nicht        | Ryan, Vampire Slayer        | 26. Okt. 1997        | 5. Juni 2000                          | Andrew Susskind | J. Stewart Burns |
| 65         | 8         | Digitale Phantasien         | Cyber-tiffany               | 2. Nov. 1997         | 6. Juni 2000                          | Linda Day       | Marcy Vosburgh   |
| 66         | 9         | Die böse Verführerin        | Tiffany, The Home Wrecker   | 9. Nov. 1997         | 7. Juni 2000                          | Linda Day       | Christina Lynch  |
| 67         | 10        | Ryan, der Mädchenheld       | Little Miss Perfect         | 16. Nov. 1997        | 8. Juni 2000                          | Gerry Cohen     | Christina Lynch  |
| 68         | 11        | Ein heißer Flirt für Jack   | The One Kevin’s Directing   | 23. Nov. 1997        | 9. Juni 2000                          | Kevin Connolly  | Kimberly Silver  |
| 69         | 12        | Lehrer des Jahres           | Teacher Of The Year         | 14. Dez. 1997        | 13. Juni 2000                         | Patrick Maloney | Arthur Silver    |
| 70         | 13        | Ein ehrlicher Idiot         | Ryan’s Labour Lost          | 11. Jan. 1998        | 14. Juni 2000                         | –               | –                |
| 71         | 14        | Geheime Ermittlungen        | Undercover Cheerleader      | 18. Jan. 1998        | 15. Juni 2000                         | Andrew Susskind | Marcy Vosburgh   |
| 72         | 15        | Das erste Mal               | The Chaste Makes Waste      | 1. Feb. 1998         | 16. Juni 2000                         | Kevin Connolly  | Marcy Vosburgh   |
| 73         | 16        | Ryans Affäre                | Teacher’s Pet               | 8. Feb. 1998         | 19. Juni 2000                         | Wendy Neckels   | J. Stewart Burns |
| 74         | 17        | Kampf um den Yeti           | Let’s Get Ready To Rum Ball | 15. Feb. 1998        | 20. Juni 2000                         | Harriette Regan | Christina Lynch  |
| 75         | 18        | Wege zum Ruhm               | Triple Play                 | 22. Feb. 1998        | 21. Juni 2000                         | Gerry Cohen     | J. Stewart Burns |
| 76         | 19        | Tiffanys Geburtstag         | Tiffany’s Birthday          | 26. Apr. 1998        | 22. Juni 2000                         | Geoff Pierson   | Christina Lynch  |
| 77         | 20        | Im Wilden Westen            | The Old West                | 3. Mai 1998          | 26. Juni 2000                         | Linda Day       | Mark O’Keefe     |
| 78         | 21        | Es war einmal               | The Clip Show               | 10. Mai 1998         | 27. Juni 2000                         | Linda Day       | Christina Lynch  |

## Staffel 5
Die fünfte Staffel wurde vom 13. September 1998 bis zum 23. Mai 1999 auf dem US-amerikanischen Fernsehsender The WB ausgestrahlt. Die deutschsprachige Erstausstrahlung erfolgte bei RTL II vom 28. Juni 2000 bis zum 27. Juli 2000.
| Nr. (ges.) | Nr. (St.) | Deutscher Titel                | Originaltitel                     | Erstausstrahlung USA | Deutschsprachige Erstausstrahlung (D) | Regie            | Drehbuch                       |
| ---------- | --------- | ------------------------------ | --------------------------------- | -------------------- | ------------------------------------- | ---------------- | ------------------------------ |
| 79         | 1         | Invasion aus dem All           | X-Happily Ever After              | 13. Sep. 1998        | 28. Juni 2000                         | Linda Day        | Kevin Curran                   |
| 80         | 2         | Friskys letzter Kampf          | Feline Alright                    | 20. Sep. 1998        | 29. Juni 2000                         | –                | –                              |
| 81         | 3         | Die Frau im Team               | Basketball... Again?              | 27. Sep. 1998        | 30. Juni 2000                         | Andrew Susskind  | Steve Lookner                  |
| 82         | 4         | Softie oder Macho              | A Movie Show                      | 4. Okt. 1998         | 3. Juli 2000                          | Linda Day        | Kimberly Silver                |
| 83         | 5         | Briefgeheimnisse               | Love Letters                      | 11. Okt. 1998        | 4. Juli 2000                          | Kevin Connolly   | Nell Benjamin                  |
| 84         | 6         | Das Schrank-Monster            | I Know What You Did In The Closet | 25. Okt. 1998        | 5. Juli 2000                          | Scott Baio       | Steve Lookner                  |
| 85         | 7         | Der Durchschnittsmensch        | Ross’ IQ                          | 1. Nov. 1998         | 6. Juli 2000                          | Wendy Neckels    | John Ziaukas                   |
| 86         | 8         | Die Fechtpartie                | The Fencing Show                  | 8. Nov. 1998         | 7. Juli 2000                          | Geoffrey Pierson | Nell Benjamin                  |
| 87         | 9         | Fernsehen macht klug           | Smart And Stupid                  | 15. Nov. 1998        | 10. Juli 2000                         | –                | –                              |
| 88         | 10        | In den Fängen der Justiz       | The Silver Rule                   | 22. Nov. 1998        | 11. Juli 2000                         | –                | –                              |
| 89         | 11        | Zwei tödliche Fehler           | Secrets                           | 13. Dez. 1998        | 12. Juli 2000                         | Geoffrey Pierson | Gabrielle Topping              |
| 90         | 12        | Das große Rauschen             | Royal Flush                       | 10. Jan. 1999        | 13. Juli 2000                         | –                | –                              |
| 91         | 13        | Weiblich, ledig, übergewichtig | Taffy’s Boy                       | 17. Jan. 1999        | 14. Juli 2000                         | Linda Day        | Nancy Cohen                    |
| 92         | 14        | Späte Rache                    | Tiffany’s Big Break               | 24. Jan. 1999        | 17. Juli 2000                         | Linda Day        | Brian LaPan                    |
| 93         | 15        | Wenn der Vater mit dem Sohne   | I Never Dunked For My Father      | 7. Feb. 1999         | 18. Juli 2000                         | Kevin Connolly   | Eric Cohen                     |
| 94         | 16        | Die Teufelsgeigerin            | Sex & Violins                     | 14. Feb. 1999        | 19. Juli 2000                         | Linda Day        | Kevin Curran                   |
| 95         | 17        | Der Tiffany-Burger             | Tiffany Burger                    | 21. Feb. 1999        | 20. Juli 2000                         | Linda Day        | Kimberly Silver                |
| 96         | 18        | Der perfekte Mann              | The Perfect Guy                   | 28. Feb. 1999        | 21. Juli 2000                         | Linda Day        | Nell Benjamin                  |
| 97         | 19        | Ist der Ruf erst ruiniert...   | Date To Win                       | 2. Mai 1999          | 24. Juli 2000                         | Andrew Susskind  | Anne Parker                    |
| 98         | 20        | Das Pseudonym                  | The Artist And The Con Artist     | 9. Mai 1999          | 25. Juli 2000                         | Harriette Regan  | John Clemeno & Suzanne Francis |
| 99         | 21        | Der Mogel-Experte              | Tiffany Tutors The Teacher        | 16. Mai 1999         | 26. Juli 2000                         | Linda Day        | Paul Diamond                   |
| 100        | 22        | Mister Floppys Ende            | Le Morte D’Floppy                 | 23. Mai 1999         | 27. Juli 2000                         | Gerry Cohen      | Matt Leavitt                   |